# Lepthyphantes nodifer
Lepthyphantes nodifer är en spindelart som beskrevs av Simon 1884. Lepthyphantes nodifer ingår i släktet Lepthyphantes och familjen täckvävarspindlar. Inga underarter finns listade i Catalogue of Life.